# Loreto kommun, Baja California Sur
Loreto är en kommun i Mexiko.   Den ligger i delstaten Baja California Sur, i den västra delen av landet, 1 500 km nordväst om huvudstaden Mexico City. Antalet invånare är 18 052. Arean är 4 419 kvadratkilometer. Loreto gränsar till Mulegé och Comondú. 
Terrängen i Loreto är huvudsakligen kuperad, men den allra närmaste omgivningen är bergig.
Följande samhällen finns i Loreto:
- Loreto
- Ensenada Blanca
- Puerto Agua Verde
- La Danzante